# Felhőkarcoló (film)
A Felhőkarcoló (eredeti cím: Skyscraper) 2018-ban bemutatott amerikai akciófilm, melynek forgatókönyvírója és rendezője Rawson Marshall Thurber. A főszerepben Dwayne Johnson, Neve Campbell, Chin Han, Roland Møller, Noah Taylor, Byron Mann, Pablo Schreiber és Hannah Quinlivan látható.
Az Amerikai Egyesült Államokban 2018. július 13-án mutatta be az Universal Pictures 2D-ben és 3D-ben, míg Magyarországon egy nappal hamarabb, 12-én az UIP-Dunafilm.
A film középpontjában egy korábbi FBI ügynök, Will Sawyer áll, akinek ki kell szabadítania családját egy újonnan épített felhőkarcolóból, melyet terroristák foglalnak el és gyújtanak fel.

## Cselekmény
Will Sawyer mint FBI-ügynök családi túszdráma megoldásában vesz részt, ami rosszul sül el, mivel a családfő felrobbantja magát. Will Sawyer elveszíti a bal lábát a térde alatt, később pedig kilép a szervezetből.
Tíz évvel később felesége és gyerekei vannak és egy épületbiztonsággal foglalkozó saját céget vezet.
Hongkongban megépül a világ legmagasabb épülete 220 emelettel, aminek biztonsági ellenőrzésével Sawyert bízza meg a tulajdonos, és azonnal felhatalmazást is ad neki az elektronikus rendszerbe való legmagasabb szintű belépésre.
Az addig háttérben dolgozó, bűnöző társtulajdonos úgy gondolja, hogy sötét ügyei leplezésére legjobb megoldás, ha felgyújtja az épületet és a tulajtól kicsikarja a rá terhelő bizonyítékok átadását.
Kiürül az épület, azonban Sawyer felesége és gyermekei a tervezettnél hamarabb hazatérnek és a lakásukban rekednek, amikor a közelükben kitör a tűz. A tulajdonos és a rendőrség is Sawyert gyanúsítja a tűz miatt, mivel az automatikus tűzoltórendszert az ő ellopott kódjával hatástalanítják a bűnözők.
Sawyer a szinte lehetetlen körülmények között akcióba lendül, hogy megmentse a családja életét.

## Szereposztás
| Szerep         | Színész         | Magyar hang           |
| -------------- | --------------- | --------------------- |
| Will Sawyer    | Dwayne Johnson  | Galambos Péter        |
| Sarah Sawyer   | Neve Campbell   | Zsigmond Tamara       |
| Georgia Sawyer | McKenna Roberts | Kobela Kíra           |
| Henry Sawyer   | Noah Cottrell   | Mayer Marcell         |
| Kores Botha    | Roland Møller   | Bede-Fazekas Szabolcs |
| Mr. Pierce     | Noah Taylor     | Czvetkó Sándor        |
| Ben            | Pablo Schreiber | Bozsó Péter           |
| Wu felügyelő   | Byron Mann      | Széles Tamás          |
| Han őrmester   | Elfina Luk      | Szőlőskei Tímea       |
| Zhao Long Zhi  | Chin Han        | Lux Ádám              |